# Hydraloop Systems
Hydraloop Systems B.V. ist ein internationales Unternehmen, das dezentrale Grauwasser-Recyclingsysteme für Wohn- und Gewerbeimmobilien entwickelt und produziert, die darauf abzielen, Wasser zu sparen und wiederzuverwenden.

## Geschichte
Das Unternehmen wurde im November 2015 in Muiderberg, Niederlande, von Arthur Valkieser und Sabine Stuiver gegründet.
Im November 2017 stellte Hydraloop auf der Aquatech Amsterdam sein erstes Modell vor.
Im Oktober 2020 fand eine Finanzierungsrunde unter Beteiligung von Niverplast und Rabobank statt. Im Oktober 2020 wurde Hydraloop Systems in der Netflix-Dokumentation Brave Blue World dargestellt, als eine der Lösungen für die weltweite Wasserkrise.
Im Juni 2022 eröffnete das Unternehmen eine Repräsentanz in Sydney, Australien, und begann mit dem Wasserversorger Sydney Water zusammenzuarbeiten, um den Wasserverbrauch zu reduzieren.
Im September 2022 gewann Hydraloop Systems den WIPO Global Award der Vereinten Nationen.

## Technologie
Hydraloop-Systeme bereiten Grauwasser aus Dusche, Badewanne und optional Waschmaschine sowie Kondenswasser aus Wäschetrockner, Wärmepumpe und Klimaanlage auf.

## In den Medien
The Times, Financial Times, De Volkskrant, RTL Nieuws, Netherlands Water Partnership und The Salt Lake Tribune stellten Hydraloop Systems in ihren Reportagen ausführlich vor.